# 경포 도립공원

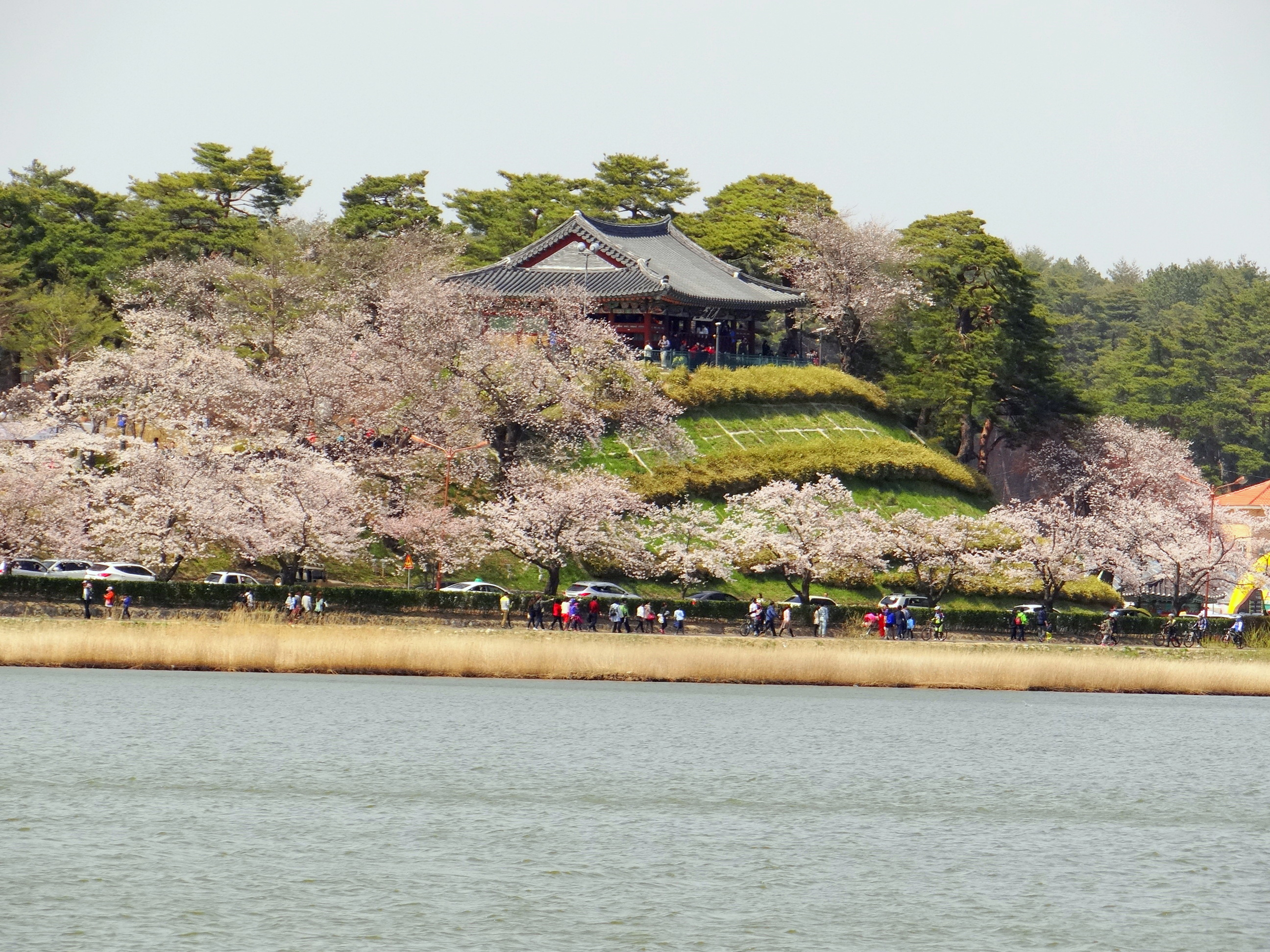
경포대와 경포호

경포 도립공원(鏡浦道立公園)은 강원특별자치도 강릉시에 있는 도립공원이다. 1982년 6월 26일에 도립공원으로 지정되었다. 경포도립공원의 대표 관광지로는 경포 해수욕장, 경포호, 경포대를 꼽을 수 있다. 경포호는 이름 그대로 '거울처럼 맑은 수면을 지닌 호수'로 해수가 흘러 들어와 연중 낚시꾼들이 모인다. 그리고 연꽃과 갈대가 무성해 또 다른 풍치를 보여준다. 특히 고려 숙종 13년에 창건된 경포대는 관동8경 중 으뜸으로, 경포호의 가장자리 언덕 위에 있다.
경포대 입구의 강릉 선교장(중요민속문화재5호)은 조선 후기 상류층 주택으로 행랑, 내당, 사랑, 별당, 정자가 남아 있는데, 중요민속자료 5호로 지정되어 있다. 이 선교장은 효령대군의 11대손인 전주사람 이내번이 1703년 이곳으로 이주하면서 지은 집이다. 99칸 집을 '선교장'이라 부르는 이유는 뱃머리와 같은 형태의 터에 자리를 잡았기 때문이라고 한다.
강릉 오죽헌은 경포대 서북방에 있는 사적으로 이이가 태어난 신사임당의 친정이다. 별당인 몽룡실과 영정을 모신 문성사, 자경문, 사주문, 기념관이 있으며, 사임당의 글씨와 그림, 이이와 그 일가의 유품이 소장되어 있다. 국보인 강릉 임영관 삼문(국보 51호)은 중후하고 정교한 고려시대의 목조건물이다.